# Sophie-Scholl-Gymnasium (Oberhausen)
Das Sophie-Scholl-Gymnasium (SSG) ist das größte und älteste Gymnasium in Oberhausen im Regierungsbezirk Düsseldorf des Landes Nordrhein-Westfalen. Es ist eines von zwei städtischen Gymnasien im Oberhausener Stadtbezirk Sterkrade. Das andere der beiden städtischen Gymnasien in Oberhausen-Sterkrade ist das Freiherr-vom-Stein-Gymnasium, das rund 400 Meter westlich des Sophie-Scholl-Gymnasiums liegt.

## Geschichte
Am 1. Oktober 1894 gründeten Sterkrader Bürger ein Paritätisches Lyzeum, das von Anna Becker geleitet wurde. 1936 legte man diese Schule und das katholische Lyzeum zusammen und wandelte es in das Städtische Lyzeum Oberhausen-Sterkrade um. Im Januar 1941 folgte die Zusammenlegung dieser Schule mit dem 1921 gegründeten Städtischen Lyzeum Oberhausen-Osterfeld, ehemals katholisches Privatlyzeum. Die Schule zog nach Osterfeld um.
Nach dem Zweiten Weltkrieg, der viele Störungen unter anderem durch zerstörte Gebäude und fehlendes Lehrpersonal im Schulwesen mit sich brachte, wurde seit dem 1. Oktober 1945 für die Schülerinnen der Oberschule Sterkrade-Osterfeld in dem noch erhaltenen Gebäude des ehemaligen katholischen Lyzeums in der Kantstraße in Sterkrade wieder geregelter Unterricht erteilt.
1952 gab die Schulaufsichtsbehörde aufgrund eines Beschlusses des städtischen Schulausschusses die Erlaubnis, dass die Schule den Namen Mädchengymnasium führen durfte. Grundbedingung hierfür war jedoch der Neubau der Schule, dessen Grundsteinlegung 1955 folgte. Im März 1956 genehmigte der Kultusminister den Ausbau des Progymnasiums zum Neusprachlichen Mädchengymnasium.
Im April 1961 erhielt die Schule den Namen Sophie-Scholl-Gymnasium. Zum Schuljahr 1977/78 wurde das Mädchengymnasium zu einer koedukativen Schule mit Jungen und Mädchen umgewandelt.
Das an der Tirpitzstraße gelegene Schulgebäude, das 1957 bezogen wurde, wurde wegen des großen Zuspruchs und der wachsenden Schülerzahl im Jahr 1974 um einen Neubau erweitert. Seit dem Schuljahr 1990/91 steht dem Sophie-Scholl-Gymnasium das Gebäude der ehemaligen Hauptschule Sterkrade-Mitte zur Verfügung.
2019 feierte die Schule mit einer Festwoche ihr 125-jähriges Bestehen. Zu den Festrednerinnen gehörte NRW-Schulministerin Yvonne Gebauer, die die Arbeit der Schule würdigte.
Das Sophie-Scholl-Gymnasium hat neben dem musikalischen Schwerpunkt (Bläser-Klassen, Chöre, Bands und Orchester) in den letzten Jahren MINT als zweiten schulischen Schwerpunkt eingeführt und als dritten Zweig das bilinguale Abitur im Fach Englisch. 
Die Schulgemeinschaft engagiert sich gegen Ausgrenzung und Rassismus und wurde als „Schule ohne Rassismus – Schule mit Courage“ ausgezeichnet. Sie kooperiert mit zahlreichen außerschulischen Partnern wie Fraunhofer Umsicht, der Universität Duisburg-Essen, der Hochschule Ruhr-West, mit mehreren Sportvereinen sowie unterschiedlichen Firmen aus der Privatwirtschaft. Das Gymnasium erhielt die Auszeichnung Digitale Schule.

## Schulleiter
- Anna Becker (1894–1936)
- Müller (1936/37 und 1938/43)
- Schrör (1937/38)
- Linnartz (ab 1945)
- Salz (1949–1969)
- Oberstudiendirektorin Küster (1969–1978)
- Diethard Kreul (1980–1984)
- Jörgens (1985–1986)
- Bernd Laroche (1987–2002)
- Harald Willert (2002–2017)[6]
- Holger Schmenk (2017–2020)[7][8]
- Markus Veh (kommissarisch)
- André Remy (seit 2021)[9]